# Typhonium adnatum
Typhonium adnatum är en kallaväxtart som beskrevs av Wilbert Leonard Anna Hetterscheid och Sookchaloem. Typhonium adnatum ingår i släktet Typhonium och familjen kallaväxter. Inga underarter finns listade.